# Wagon Tracks
Wagon Tracks er en amerikansk stumfilm fra 1919 af Lambert Hillyer.

## Medvirkende
- William S. Hart som Buckskin Hamilton
- Jane Novak som Jane Washburn
- Robert McKim som David Washburn
- Lloyd Bacon som Guy Merton
- Leo Pierson som Billy Hamilton